# Kashiwado Tsuyoshi
Kashiwado Tsuyoshi (柏戸 剛 en japonés, nacido el 29 de noviembre de 1938 – fallecido el 8 de diciembre de 1996) fue un luchador profesional de sumo originario de la Prefectura de Yamagata. Fue el 47° yokozuna, rango bajo el cual compitió desde 1961 hasta 1969. Luego de su retiro se convirtió en oyakata de la Asociación Japonesa de Sumo y creó su propia heya, de la cual se hizo cargo desde 1970 hasta su muerte.

## Carrera
Nació bajo el nombre de Tsuyoshi Togashi (富樫 剛) en lo que hoy es parte de la ciudad de Tsuruoka, al norte de la Prefectura de Yamagata. Hizo su debut profesional en septiembre de 1954 ingresando a la heya Isenoumi. Inicialmente usaba su nombre real en las luchas y fue capaz de ascender varios rangos hasta alcanzar la división Makuuchi en septiembre de 1958.
En su cuarto torneo de makuuchi, obtuvo la segunda mejor puntuación (13-2) por detrás del yokozuna Tochinishiki (14-1), por lo cual recibió los premios de Espíritu de Lucha y Técnica. Lo anterior coincidió con su adopción del shikona Kashiwado. Alcanzó los rangos sanyaku en noviembre de 1959 y para septiembre del año siguiente fue ascendido a ōzeki. En enero de 1961 finalmente consiguió ganar su primer yūshō o campeonato y en noviembre del mismo año fue promovido a yokozuna, uniéndose a Asashio y Wakanohana, quienes estaban a punto de retirarse.

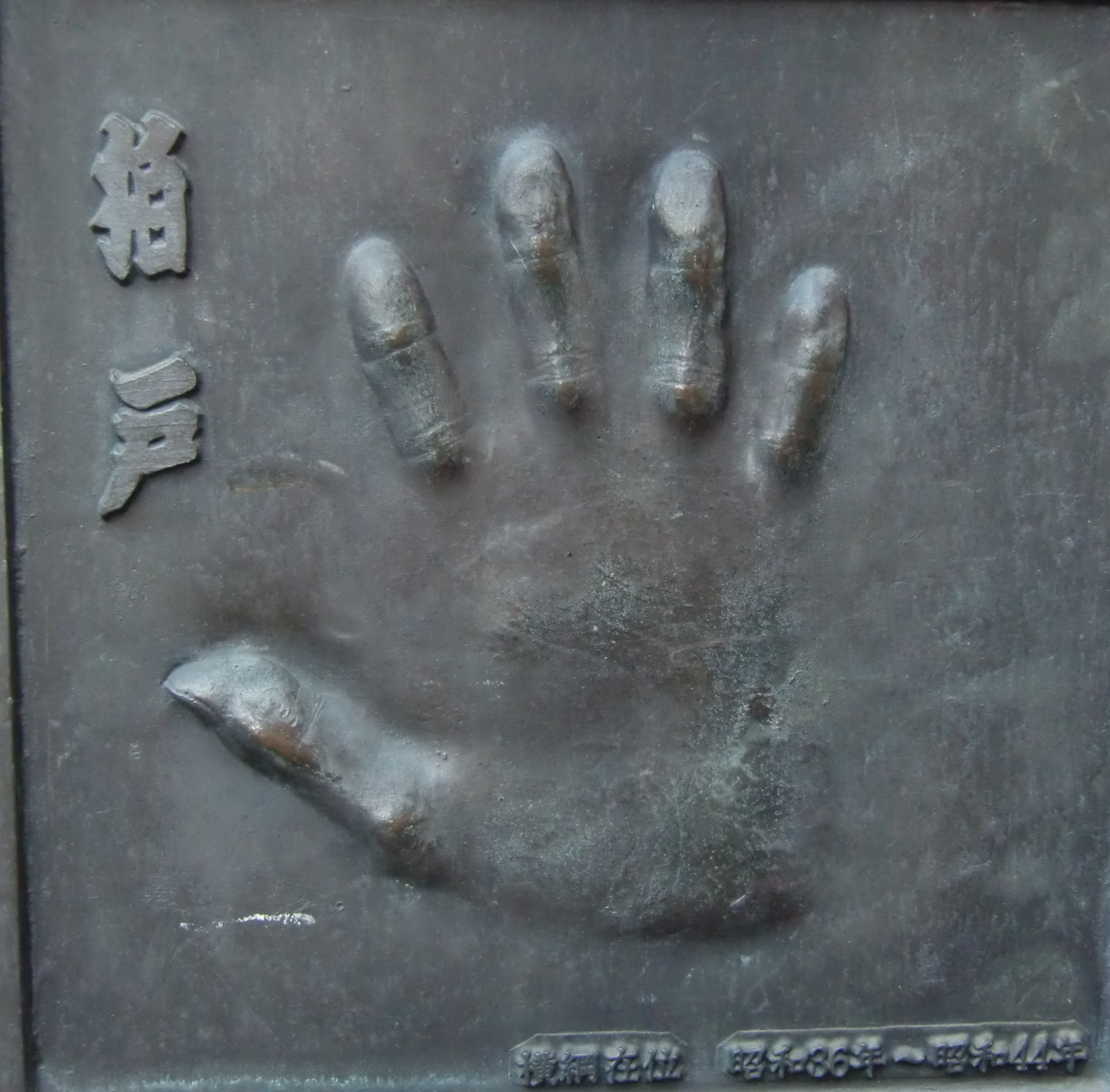
La huella de la mano de Kashiwado mostrada en un monumento de Ryōgoku, Tokio.

Kashiwado cambió la escritura de su shikona por 柏戸 健志 en mayo de 1962, pero la regresó a su original en noviembre de 1964. En total, obtuvo cinco campeonatos de makuuchi, pocos en comparación a los treinta y uno conseguidos por su rival yokozuna, Taihō, quien fue promovido al mismo tiempo que él. A pesar de lo anterior, Kashiwado ocupó el segundo lugar en no menos de 15 ocasiones. Los problemas por lesión también fueron recurrentes durante su carrera, lo cual lo llevó a ser apodado el "yokozuna de cristal". Fue incapaz de completar cuatro torneos seguidos entre enero y julio de 1963, pero a pesar de esto realizó un regreso espectacular en septiembre del mismo año, donde ganó su primer campeonato como yokozuna con una puntuación de 15-0.
Kashiwado fue listado con el rango de yokozuna por 47 torneos, lo cual lo pone en el séptimo lugar de todos los tiempos con respecto al número de participaciones como yokozuna en torneos. Kashiwado era popular entre los fanáticos del sumo, especialmente aquellos que consideraban a Taihō demasiado dominante.
El período de 8 años en los cuales ambos, Taihō y Kashiwado fueron yokozunas, es conocido con el nombre de "Era Hakuho", una combinación de sus nombres.

## Estilo de lucha
Sus técnicas favoritas fueron migi-yotsu, yorikiri y tsukidashi. En total, aproximadamente el 60% de sus victorias fueron por yorikiri o yoritaoshi

## Retiro
Después de retirarse de la competición activa en julio de 1969, Kashiwado continuó en el mundo del sumo como oyakata y abrió su propia heya, Kagamiyama, en noviembre de 1970. En julio de 1975 supervisó los ascensos de Zaonishiki y Konuma a la división Jūryō y entrenó a Tagaryū, quien ganaría el torneo de septiembre en 1984. También sirvió como director de la Asociación Japonesa de Sumo y estuvo a cargo del comité de jueces hasta 1994. Kashiwado murió por fallas en su hígado en 1996, a la edad de 58 años. Se reporta que Taihō estuvo a su lado, consternado, por la muerte de su rival.

## Historial
El torneo de Kyushu se celebró por primera vez en 1957 y el torneo de Nagoya en 1958.
| Año  | Enero Hatsu Basho Tokio                     | Marzo Haru Basho Osaka                      | Mayo Natsu Basho Tokio                      | Julio Nagoya Basho Nagoya                   | Septiembre Aki Basho Tokio       | Noviembre Kyūshū Basho Fukuoka |
| 1954 | x                                           | x                                           | x                                           | No realizado                                | 3-3 Maezumo                      | No realizado                   |
| ---- | ------------------------------------------- | ------------------------------------------- | ------------------------------------------- | ------------------------------------------- | -------------------------------- | ------------------------------ |
| 1955 | East Jonokuchi #12 6–2                      | East Jonidan #3 6–2                         | West Sandanme #84 5–3                       | No realizado                                | East Sandanme #62 2–5            | No realizado                   |
| 1956 | East Sandanme #66 7–1                       | West Sandanme #20 6–2                       | West Makushita #69 8–0–P Campeón            | No realizado                                | West Makushita #17 4–4           | No realizado                   |
| 1957 | West Makushita #16 5–3                      | West Makushita #8 4–4                       | East Makushita #8 7–1                       | No realizado                                | West Makushita #1 5–3            | West Jūryō #22 8–7             |
| 1958 | East Jūryō #21 7–8                          | West Jūryō #22 12–3 Campeón                 | West Jūryō #10 11–4–PPP                     | East Jūryō #4 12–3                          | East Maegashira #20 9–6          | West Maegashira #17 8–7        |
| 1959 | East Maegashira #16 8–7                     | West Maegashira #13 13–2                    | East Maegashira #4 5–10                     | East Maegashira #8 9–6                      | East Maegashira #3 12–3          | East Komusubi #1 8–7           |
| 1960 | East Komusubi #1 9–6                        | West Sekiwake #2 9–6                        | West Sekiwake #1 10–5                       | East Sekiwake #1 11–4                       | West Ōzeki #1 12–3               | East Ōzeki #1 11–4             |
| 1961 | West Ōzeki #1 13–2 CAMPEÓN                  | East Ōzeki #1 12–3                          | East Ōzeki #1 10–5                          | West Ōzeki #1 11–4                          | West Ōzeki #1 12–3–PP            | East Yokozuna #2 12–3          |
| 1962 | West Yokozuna #1 10–5                       | East Yokozuna #2 11–4                       | West Yokozuna #1 11–4                       | West Yokozuna #1 11–4                       | West Yokozuna #1 11–4            | West Yokozuna #1 12–3          |
| 1963 | West Yokozuna #1 Abandono por lesión 0–0–15 | West Yokozuna #1 5–1–9                      | West Yokozuna #1 Abandono por lesión 0–0–15 | West Yokozuna #1 Abandono por lesión 0–0–15 | West Yokozuna #1 15–0 CAMPEÓN    | East Yokozuna #1 10–5          |
| 1964 | West Yokozuna #1 12–3                       | West Yokozuna #1 14–1                       | West Yokozuna #1 11–1–3                     | West Yokozuna #1 Abandono por lesión 0–0–15 | East Yokozuna #2 4–2–9           | East Yokozuna #2 2–4–9         |
| 1965 | West Yokozuna #1 Abandono por lesión 0–0–15 | West Yokozuna #2 Abandono por lesión 0–0–15 | West Yokozuna #2 9–6                        | East Yokozuna #2 12–3                       | East Yokozuna #2 12–3–PP CAMPEÓN | West Yokozuna #1 1–1–13        |
| 1966 | West Yokozuna #2 14–1 CAMPEÓN               | East Yokozuna #1 10–5                       | West Yokozuna #1 12–3                       | West Yokozuna #1 12–3                       | West Yokozuna #1 13–2–P          | West Yokozuna #1 10–5          |
| 1967 | West Yokozuna #1 12–3                       | East Yokozuna #2 11–4                       | West Yokozuna #1 13–2                       | West Yokozuna #1 14–1 CAMPEÓN               | East Yokozuna #1 9–6             | East Yokozuna #2 11–4          |
| 1968 | East Yokozuna #2 9–6                        | West Yokozuna #1 9–6                        | East Yokozuna #1 4–4–7                      | East Yokozuna #1 10–5                       | East Yokozuna #1 9–6             | West Yokozuna #1 11–4          |
| 1969 | West Yokozuna #1 10–5                       | West Yokozuna #1 9–6                        | East Yokozuna #1 9–6                        | West Yokozuna #1 Retirado 1–3               | x                                | x                              |